# 李大明

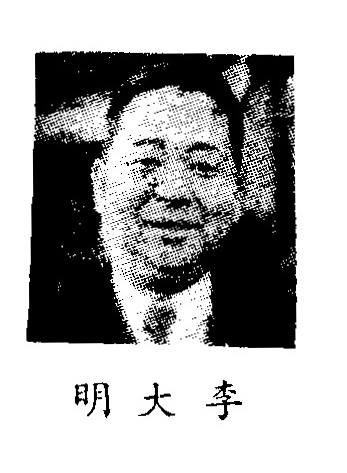

李大明（1904年—1961年）广东省台山县人，美国华侨，中华民国政治人物。

## 生平
中国民主宪政党的前身是保皇会，由康有为、梁启超等创立。后来，保皇会在革命冲击之下，改为中国宪政党，仅在美洲（包括美国本土及夏威夷）还残留了一些人员，便在夏威夷檀香山办了一小报，由李大明主持；又在美国旧金山办一《世界日报》，由伍宪子主持多年（该报与旧金山中国国民党办的《少年报》通过社论笔战多年）。伍宪子在抗日战争前离开美国回到香港寓居，《世界日报》乃由李大明接手当社长，并聘请斯坦福大学的留学生黄伯英任编辑。该报每日发表一篇社论，由李大明或者黄伯英撰写。
1945年上半年，李大明自美国西部来到华盛顿特区，与中国国家社会党的张君劢商讨两党合并事宜。同年5月至7月间，张君劢赴旧金山参加世界安全会议时，李大明与张君劢又进一步接触。黄英伯也就在此时结识了张君劢。旧金山会议闭幕后不久，张君劢回到华盛顿，广泛联系各方面人士，包括美国国会议员及部分科学机构负责人，以作应酬。1945年底，张君劢从华盛顿乘飞机回国，国民政府驻美国大使魏道明亲自到机场送行张君劢。
1945年11月11日，中国宪政党在加拿大举行全美党员代表大会，改党名为“中国民主宪政党”，选举伍宪子为主席，李大明为副主席，李善元为书记长，总部设在纽约。
张君劢归国后，经与中国国家社会党的老人协商，决定与中国民主宪政党合并，改名为中国民主社会党（简称“民社党”）。李大明自1946年春作为原中国民主宪政党副主席到上海同中国国家社会党进行两党合并会谈后，一直未归国，留在美国活动。1946年11月，中国国民党单方面召开的制宪国民大会在南京召开，李大明、黄伯英等人纷纷返回中国，住在上海，中国民主社会党也派人参加。中国民主社会党在民國35年（1946年）11月23日公布该党制宪国民大会代表名单，黄伯英被列入。但是黄伯英因病不能出席。
制宪国民大会的任务之一是组建新政府，分配政府职务。李大明仅获得行政院不管部会政務委員的职位，李大明很不满，抱怨张君劢。1947年3月1日，黄伯英任国民政府立法院第四届立法委员。黄伯英虽成为立法委员，但未能消除李大明对张君劢的不满。不久，李大明与张君劢决裂。此后，李大明一直对张君劢十分愤恨。在返回美国前，李大明表示自己不愿参加政府任何部门，且将乘机飞香港转赴美国，待返回美国后，仍将以中国民主宪政党的名义活动。
1947年4月18日，中国民主社会党中央常务委员伍宪子、汤芗铭（住心）、李大明、沙彦楷、汪世铭、卢广声、孙宝刚发表声明，不承认张君劢提出的参加政府人员名单。4月23日，國民政府特任李大明為行政院政務委員。:8340新行政院人选发表，行政院院长为张群，中国民主社会党的蒋匀田、李大明被任命为不管部会政務委員。同日，中国民主社会党汪世铭、卢广声、孙宝刚发表声明，否认蒋匀田、李大明出任行政院政务委员。:83401947年8月15日，国务会议通过决定，国民政府委员伍宪子、政务委员李大明免职（二人均属与张君劢分离的中国民主社会党党员）。
1954年，香港的“第三势力”已经瓦解之时，李宗仁忽受前孙科内阁地政部部长吴尚鹰怂恿，以中国国民党复兴委员会的名义发起组织“中国民主政团同盟”。李宗仁还在吴尚鹰的陪同下，赴美国旧金山访问《世界日报》社长、前张群内阁行政院政务委员李大明，请李大明重整中国民主宪政党，成为“政团同盟”的一个组成单位，李大明同意。李宗仁又致信程思远，要程思远去同谢澄平商量，将海外的中国青年党拉入“政团同盟”旗下，谢澄平也首肯。该运动直到1955年8月李宗仁在美国发表《对台湾问题的具体建议》之后才最终停止。

## 家庭
- 弟：李微尘[1]